# Вулфхилда Саксонска
Вижте пояснителната страница за други личности с името Вулфхилд.
Вулфхилда Саксонска (на немски: Wulfhild von Sachsen; * 1072, † 29 декември 1126, Алтдорф) от род Билунги от Саксония, е чрез женитба херцогиня на Бавария.

## Биография
Дъщеря е на херцог Магнус (1045 – 1106) от Саксония и София Унгарска († 18 юни 1095), дъщеря на унгарския крал Бела I (Арпади). Нейната сестра Айлика Саксонска се омъжва през 1094 г. за граф Ото Богатия от Баленщет, 1112 херцог на Саксония (Аскани).
Вулфхилда се омъжва между 1095 и 1100 г. за Хайнрих IX Черния (* 1075; † 13 декември 1126), от 1120 г. херцог на Бавария, от фамилията Велфи. Те имат седем деца:
- Конрад († 17 март 1154), монах, Светия
- Хайнрих Горди († 20 октомври 1139)
- Юдит († 22 февруари 1130/31), омъжена от 1120 за Фридрих II, херцог на Швабия, майка на Фридрих Барбароса
- София († 1145), омъжена за херцог Бертхолд III (Церинген) († 1122) и за Леополд I Смели († 1129), маркграф на Щирия
- Матилда († 16 март 1183), омъжена 1. ок. 1128 г. за граф Диполд IV фон Фобург († ок. 1128), маркграф на Фобург и 2. от 1129 г. за граф Гебхард III фон Зулцбах († 1188)
- Велф VI († 15 декември 1191)
- Вулфхилда († сл. 1160).

Вулфхилда Саксонска умира в Алтдорф (днес Вайнгартен на 29 декември 1126 г. няколко дена след нейния съпруг. Погребана е в манастир Вайнгартен, Вюртемберг.